# Mask vs. Knight
Mask vs. Knight (Originaltitel: Máscara contra Caballero) ist eine mexikanische Comedyserie, die von BTF Media und Star Original Productions für die Walt Disney Company umgesetzt wurde. In Lateinamerika fand die Premiere der Serie als Original am 19. April 2023 auf Star+ statt. Im deutschsprachigen Raum erfolgte die Erstveröffentlichung der Serie am selben Tag durch Disney+ via Star als Original.

## Handlung
Das Leben von Alex Gorostiza, einem charismatischen mexikanischen Popsänger mit dem Spitznamen „El Caballero de la Electrocumbia“, gerät aus den Fugen, als er sich plötzlich in einem Doppelleben wiederfindet, in welchem er sowohl den Musiker mimen als auch die Rolle des knallharten, maskierten Lucha-Libre-Wrestlers „El Manchas“ einnehmen muss, nachdem Alex etwas Unüberlegtes und Schwerwiegendes getan hat. Zugleich ist ihm die Boulevard-Journalistin Brenda Paravia dicht auf den Fersen. Ihre Auftrag lautet, das Leben von Alex zu durchleuchten und seine schmutzigen Geheimnisse ans Licht zu bringen. Im Gegenzug wird Brenda in Aussicht gestellt, dass sie nach Beendigung dieses Auftrags in ihren Traumjob wechseln kann. Doch mit der Zeit verkomplizieren sich die Dinge, und sowohl Alex als auch Brenda finden sich in einer unerwarteten Situation wieder.

## Besetzung
| Rolle             | Schauspieler              |
| ----------------- | ------------------------- |
| Alex Gorostiza    | Luis Ernesto Franco       |
| Brenda Paravia    | Paola Fernández           |
| Carol Schneider   | Pamela Almanza            |
| Rosa, la Espinosa | Nicolasa Ortíz Monasterio |
| Willy             | Enoc Leaño                |
| Queta González    | Úrsula Pruneda            |
| Jaime             | Mauricio Garza            |
| Isaías Robles     | Fernando Memije           |
| La Helenoida      | Alfonso Borbolla          |
| Lolititita        | Carmen Muga               |
| Vicente           | Mauricio Barrientos       |
| Darío             | Moisés Arizmendi          |
| Ábrego            | Eduardo Arroyuelo         |

## Episodenliste
| Nr. | Deutscher Titel                           | Originaltitel             | Erstveröffentlichung (Lateinamerika) | Deutschsprachige Erstveröffentlichung (D/A/CH) | Regie                | Drehbuch                                            |
| --- | ----------------------------------------- | ------------------------- | ------------------------------------ | ---------------------------------------------- | -------------------- | --------------------------------------------------- |
| 1   | Maske gegen König                         | Máscara contra Caballero  | 19. Apr. 2023                        | 19. Apr. 2023                                  | Alfonso Pineda Ulloa | Héctor Valdés, Mauricio Somuano & Alejandra Urdiain |
| 2   | Ein neuer Manchas                         | Una nueva mancha          | 19. Apr. 2023                        | 19. Apr. 2023                                  | Alfonso Pineda Ulloa | Héctor Valdés, Mauricio Somuano & Alejandra Urdiain |
| 3   | Eine peinliche Situation                  | Situación embarazosa      | 19. Apr. 2023                        | 19. Apr. 2023                                  | Alfonso Pineda Ulloa | Héctor Valdés, Mauricio Somuano & Alejandra Urdiain |
| 4   | Newcomer                                  | Debutantes                | 19. Apr. 2023                        | 19. Apr. 2023                                  | Alfonso Pineda Ulloa | Héctor Valdés, Mauricio Somuano & Alejandra Urdiain |
| 5   | Ein Star wird geboren                     | El nacimiento de un astro | 19. Apr. 2023                        | 19. Apr. 2023                                  | Alfonso Pineda Ulloa | Héctor Valdés, Mauricio Somuano & Alejandra Urdiain |
| 6   | Kampf für die Liebe                       | Luchando por amor         | 19. Apr. 2023                        | 19. Apr. 2023                                  | Alfonso Pineda Ulloa | Héctor Valdés, Mauricio Somuano & Alejandra Urdiain |
| 7   | Die Vergangenheit, die an uns vorbeizieht | El pasado que nos pasa    | 19. Apr. 2023                        | 19. Apr. 2023                                  | Alfonso Pineda Ulloa | Héctor Valdés, Mauricio Somuano & Alejandra Urdiain |
| 8   | Die letzte Runde                          | Último round              | 19. Apr. 2023                        | 19. Apr. 2023                                  | Alfonso Pineda Ulloa | Héctor Valdés, Mauricio Somuano & Alejandra Urdiain |